# Fearnet
Fearnet (stylisé FEARnet) était une chaîne de télévision américaine spécialisée détenue par le groupe Horror Entertainment LLC, une coentreprise entre Comcast, Lions Gate Entertainment, et Sony Pictures Entertainment. Elle a été lancée le 31 octobre 2006.
Malgré l'acquisition de Comcast par NBCUniversal en janvier 2011, FEARnet reste une entité distincte de Comcast et de ses deux autres propriétaires. La chaîne a été rachetée par Comcast puis fermée le 30 juillet 2014.

## Plateformes

### FEARnet.com
Le site propose des films, des vidéos et des courts-métrages de suspense et d’horreur. Il propose également des nouvelles quotidiennes et des critiques. Le site compte actuellement plus de 170 000 utilisateurs enregistrés qui participent à des concours, discutent ensemble. Le contenu disponible en streaming est mis à jour hebdomadairement.

### FEARnet à la demande
FEARnet est également disponible en VOD sur Comcast, Cox Communications, Verizon FiOS, AT&T U-verse (en), Insight Communications (en), Bresnan Communications (en), Guadalupe Valley Systems, Buckeye CableSystem (en), et sur le Time Warner Cable.

### La chaîne FEARnet
FEARnet a lancé sa chaîne en haute définition nommée FEARnet HD le 31 octobre 2010. FEARnet avait cependant prévu de la lancer le 1er octobre, mais la date a finalement été reculée à cause de leur incapacité à parvenir à des ententes concernant la distribution de la chaîne. Verizon FiOS a été l’un des premiers transporteurs à ajouter la chaîne, en décembre 2010. Comcast a ajouté la chaîne pour sélectionner des marchés en avril 2011. Le Time Warner Cable l’a lancée le 11 mai 2011 tandis que la Cox Communications l’a ajouté pour sélectionner des marchés en décembre 2011.
En avril 2014, Comcast a acheté les parts de LionsGate et Sony dans la chaîne, devenant l'unique propriétaire. La programmation s'est séparée entre Syfy et Chiller, puis la chaîne a cessé de diffuser le 30 juillet 2014.

## Série originale
- Holliston (2012–2013)